# NHL 1930./31.
NHL-sezona 1930./31. je bila četrnaesta sezona NHL-a. 10 momčadi, podijeljeni na dvije skupine, odigrali su 44 utakmica. Pobjednik Stanleyjev kupa je bila momčad Montreal Canadiensa, koja je u finalnoj seriji pobijedila Chicago Blackhawkse s 3:2. 
Prije pet godina pokušalo se u grad Philadelphia dovesti momčad iz NHL-a. Onda su namjeravali kupiti momčad iz Toronta, ali nisu imali uspjeha. Tek u ovoj sezoni su uspjeli kupiti najlošiju momčad, Pittsburgh Pirates, lige. Momčad se preimenovala u Philadelphia Quakerse. Vlasnik momčadi je bio bivši boksač Benny Leonard. Quakersi su odigrali samo jednu sezonu, gdje su pobijedili četiri utakmice i četiri igrali neriješeno.   
U ovoj sezoni je jedan konj „Rare Jewel“  imao glavnu ulogu za momčad Toronto Maple Leafs. Njegov vlasnik Conn Smythe je osvojio s njim 15.000$, posudio je još dodatnih 20.000$ i šalje dvojicu igrača u Ottawu, samo da King Clancy dođe u Toronto.  
Prvi put u povijesti NHL-a biralo se najbolja momčad NHL-a (NHL All-Star Team). 

## Regularna sezona

### Ljestvice
Kratice: P = Pobjede, Po. = Porazi, N = Neriješeno, G= Golovi, PG = Primljeni Golovi, B = Bodovi
| Kanadska divizija   | P  | Po. | N  | G   | PG  | B  |
| ------------------- | -- | --- | -- | --- | --- | -- |
| Montreal Canadiens  | 26 | 10  | 8  | 129 | 89  | 60 |
| Toronto Maple Leafs | 22 | 13  | 9  | 118 | 99  | 53 |
| Montreal Maroons    | 20 | 18  | 6  | 105 | 106 | 46 |
| New York Americans  | 18 | 16  | 10 | 76  | 74  | 46 |
| Ottawa Senators     | 10 | 30  | 4  | 91  | 142 | 24 |

| Američka divizija    | P  | Po. | N | G   | PG  | B  |
| -------------------- | -- | --- | - | --- | --- | -- |
| Boston Bruins        | 28 | 10  | 6 | 143 | 90  | 62 |
| Chicago Blackhawks   | 24 | 17  | 3 | 108 | 78  | 51 |
| New York Rangers     | 19 | 16  | 9 | 106 | 87  | 47 |
| Detroit Falcons      | 16 | 21  | 7 | 102 | 105 | 39 |
| Philadelphia Quakers | 4  | 36  | 4 | 76  | 184 | 12 |

### Najbolji strijelci
Kratice: Ut. = Utakmice, G = Golovi, A = Asistencije, B = Bodovi
| Igrač            | Momčad       | Ut. | G  | A  | B  |
| ---------------- | ------------ | --- | -- | -- | -- |
| Howie Morenz     | Montreal     | 39  | 28 | 23 | 51 |
| Ebbie Goodfellow | Detroit      | 44  | 25 | 23 | 48 |
| Charlie Conacher | Toronto      | 37  | 31 | 12 | 43 |
| Bill Cook        | NY Rangers   | 43  | 30 | 12 | 42 |
| Ace Bailey       | Toronto      | 40  | 23 | 19 | 42 |
| Joe Primeau      | Toronto      | 38  | 9  | 32 | 41 |
| Nels Stewart     | Mtl. Maroons | 42  | 25 | 14 | 39 |
| Frank Boucher    | NY Rangers   | 44  | 12 | 27 | 39 |
| Cooney Weiland   | Boston       | 44  | 25 | 13 | 38 |
| Bun Cook         | NY Rangers   | 44  | 18 | 17 | 35 |

## Doigravanje za Stanleyjev kup
Sve utakmice su odigrane 1931. godine.

### Prvi krug
| Montreal Canadiens vs. Boston Bruins                                                  | Montreal Canadiens vs. Boston Bruins | Montreal Canadiens vs. Boston Bruins | Montreal Canadiens vs. Boston Bruins | Montreal Canadiens vs. Boston Bruins | Montreal Canadiens vs. Boston Bruins | Montreal Canadiens vs. Boston Bruins |
| Datum                                                                                 | Gostujuća momčad                     | Gostujuća momčad                     | Domaćin                              | Domaćin                              | Bilješka                             |                                      |
| ------------------------------------------------------------------------------------- | ------------------------------------ | ------------------------------------ | ------------------------------------ | ------------------------------------ | ------------------------------------ | ------------------------------------ |
| 24. ožujka                                                                            | Mtl. Canadiens                       | 4                                    | 5                                    | Boston                               | OT°                                  |                                      |
| 26. ožujka                                                                            | Mtl. Canadiens                       | 1                                    | 0                                    | Boston                               |                                      |                                      |
| 28. ožujka                                                                            | Boston                               | 3                                    | 4                                    | Mtl. Canadiens                       | OT°                                  |                                      |
| 30. ožujka                                                                            | Boston                               | 3                                    | 1                                    | Mtl. Canadiens                       |                                      |                                      |
| 1. travnja                                                                            | Boston                               | 2                                    | 3                                    | Mtl. Canadiens                       | OT°                                  |                                      |
| Mtl. Canadiense pobjeđuje seriju s 3:2 i kvalificiraju se za finale Stanleyevog Cupa. |                                      |                                      |                                      |                                      |                                      |                                      |

| Toronto Maple Leafs vs. Chicago Blackhawks                              | Toronto Maple Leafs vs. Chicago Blackhawks | Toronto Maple Leafs vs. Chicago Blackhawks | Toronto Maple Leafs vs. Chicago Blackhawks | Toronto Maple Leafs vs. Chicago Blackhawks | Toronto Maple Leafs vs. Chicago Blackhawks | Toronto Maple Leafs vs. Chicago Blackhawks |
| Datum                                                                   | Gostujuća momčad                           | Gostujuća momčad                           | Domaćin                                    | Domaćin                                    | Bilješka                                   |                                            |
| ----------------------------------------------------------------------- | ------------------------------------------ | ------------------------------------------ | ------------------------------------------ | ------------------------------------------ | ------------------------------------------ | ------------------------------------------ |
| 24. ožujka                                                              | Chicago                                    | 2                                          | 2                                          | Toronto                                    |                                            |                                            |
| 26. ožujka                                                              | Toronto                                    | 1                                          | 2                                          | Chicago                                    | OT°                                        |                                            |
| Chicago pobjeđuje seriju s 4:3 golova i kvalificiraju se za drugi krug. |                                            |                                            |                                            |                                            |                                            |                                            |

| New York Rangers vs. Montreal Maroons                                       | New York Rangers vs. Montreal Maroons | New York Rangers vs. Montreal Maroons | New York Rangers vs. Montreal Maroons | New York Rangers vs. Montreal Maroons | New York Rangers vs. Montreal Maroons |
| Datum                                                                       | Gostujuća momčad                      | Gostujuća momčad                      | Domaćin                               | Domaćin                               |                                       |
| --------------------------------------------------------------------------- | ------------------------------------- | ------------------------------------- | ------------------------------------- | ------------------------------------- | ------------------------------------- |
| 24. ožujka                                                                  | Mtl. Maroons                          | 1                                     | 5                                     | NY Rangers                            |                                       |
| 26. ožujka                                                                  | NY Rangers                            | 3                                     | 0                                     | Mtl. Maroons                          |                                       |
| NY Rangersi pobjeđuju seriju s 8:1 golova i kvalificiraju se za drugi krug. |                                       |                                       |                                       |                                       |                                       |

### Drugi krug
| Chicago Blackhawks vs. New York Rangers                                            | Chicago Blackhawks vs. New York Rangers | Chicago Blackhawks vs. New York Rangers | Chicago Blackhawks vs. New York Rangers | Chicago Blackhawks vs. New York Rangers | Chicago Blackhawks vs. New York Rangers |
| Datum                                                                              | Gostujuća momčad                        | Gostujuća momčad                        | Domaćin                                 | Domaćin                                 |                                         |
| ---------------------------------------------------------------------------------- | --------------------------------------- | --------------------------------------- | --------------------------------------- | --------------------------------------- | --------------------------------------- |
| 29. ožujka                                                                         | NY Rangers                              | 0                                       | 2                                       | Chicago                                 |                                         |
| 31. ožujka                                                                         | Chicago                                 | 1                                       | 0                                       | NY Rangers                              |                                         |
| Chicago pobjeđuju seriju s 3:0 gola i kvalificiraju se za finale Stanleyevog Cupa. |                                         |                                         |                                         |                                         |                                         |

### Finale Stanleyevog Cupa
| Chicago Blackhawks vs. Montreal Canadiens                         | Chicago Blackhawks vs. Montreal Canadiens | Chicago Blackhawks vs. Montreal Canadiens | Chicago Blackhawks vs. Montreal Canadiens | Chicago Blackhawks vs. Montreal Canadiens | Chicago Blackhawks vs. Montreal Canadiens | Chicago Blackhawks vs. Montreal Canadiens |
| Datum                                                             | Gostujuća momčad                          | Gostujuća momčad                          | Domaćin                                   | Domaćin                                   | Bilješka                                  |                                           |
| ----------------------------------------------------------------- | ----------------------------------------- | ----------------------------------------- | ----------------------------------------- | ----------------------------------------- | ----------------------------------------- | ----------------------------------------- |
| 3. travnja                                                        | Mtl. Canadiens                            | 2                                         | 1                                         | Chicago                                   |                                           |                                           |
| 5. travnja                                                        | Mtl. Canadiens                            | 1                                         | 2                                         | Chicago                                   | 2OT°                                      |                                           |
| 9. travnja                                                        | Chicago                                   | 3                                         | 2                                         | Mtl. Canadiens                            | 3OT°                                      |                                           |
| 11. travnja                                                       | Chicago                                   | 2                                         | 4                                         | Mtl. Canadiens                            |                                           |                                           |
| 14. travnja                                                       | Chicago                                   | 0                                         | 2                                         | Mtl. Canadiens                            |                                           |                                           |
| Mtl. Canadiense pobjeđuju seriju s 3:2 i osvajaju Stanleyjev kup. |                                           |                                           |                                           |                                           |                                           |                                           |

°OT = Produžeci

### Najbolji strijelac doigravanja
Kratice: Ut. = Utakmice, G = Golovi, A = Asistenciije, B = Bodovi
| Igrač          | Momčad | Ut. | G | A | B |
| -------------- | ------ | --- | - | - | - |
| Cooney Weiland | Boston | 5   | 6 | 3 | 9 |

## Nagrade NHL-a
| Hart Memorial Trophy:      | Howie Morenz, Montreal Canadiens |
| Lady Byng Memorial Trophy: | Frank Boucher, New York Rangers  |
| Vezina Trophy:             | Roy Worters, New York Americans  |
| O’Brien Trophy:            | Montreal Canadiens               |
| Prince of Wales Trophy:    | Boston Bruins                    |

### All-Star momčadi
| Prva momčad                           | Pozicija        | Druga momčad                      |
| ------------------------------------- | --------------- | --------------------------------- |
| Charlie Gardiner, Chicago Black Hawks | vratar          | Tiny Thompson, Boston Bruins      |
| Eddie Shore, Boston Bruins            | obrambeni igrač | Sylvio Mantha, Montreal Canadiens |
| King Clancy, Toronto Maple Leafs      | obrambeni igrač | Ching Johnson, New York Rangers   |
| Howie Morenz, Montreal Canadiens      | centar          | Frank Boucher, New York Rangers   |
| Bill Cook, New York Rangers           | desni napadač   | Dit Clapper, Boston Bruins        |
| Aurel Joliat, Montreal Canadiens      | lijevi napadač  | Bun Cook, New York Rangers        |
| Lester Patrick, New York Rangers      | trener          | Dick Irvin, Chicago Black Hawks   |

## Vanjske poveznice
- Hacx.de: Sve ljestvice NHL-a  Arhivirana inačica izvorne stranice od 24. siječnja 2008. (Wayback Machine)